# Indira Gandhiweg
De Indira Gandhiweg, tot begin jaren 1970 Pad van Wanica, is de weg van Paramaribo naar Onverwacht. De weg is vernoemd naar Indiase premier Indira Gandhi (1917-1984).

## Geschiedenis
De heette aanvankelijk Pad van Wanica en liep tot de Tweede Wereldoorlog tot Onverwacht. De Landsspoorweg liep door tot de internationale luchthaven bij Zanderij. Tijdens de oorlog waren Amerikaanse soldaten in Suriname om de bauxietwinning te beschermen. Om de verbinding met de luchthaven te verbeteren, werd ook het Pad van Wanica doorgetrokken. Later werd het verlengde stuk hernoemd naar John F. Kennedyweg.

## Verloop
De weg gaat bij de Saronbrug over het Saramaccakanaal. Tot daar heet de weg nog Oud Pad van Wanica. De weg loopt verder langs een kanaal door de woonwijken Latour en Pontbuiten langs onder meer Fernandes en Golfclub Paramaribo. Vervolgens loopt de weg in Wanica door onder meer Lelydorp en in Para door Rijsdijk en Bernarddorp, totdat ze in Onverwacht verdergaat als de John F. Kennedyweg.
Langs de weg bevindt zich een fietspad.